# نوغاب (خوسف)
نوغاب روستایی در دهستان خور بخش مرکزی شهرستان خوسف استان خراسان جنوبی ایران است. بر پایه سرشماری عمومی نفوس و مسکن در سال ۱۳۹۰ جمعیت این روستا ۵۶۷ نفر (در ۱۷۵ خانوار).